# Noz

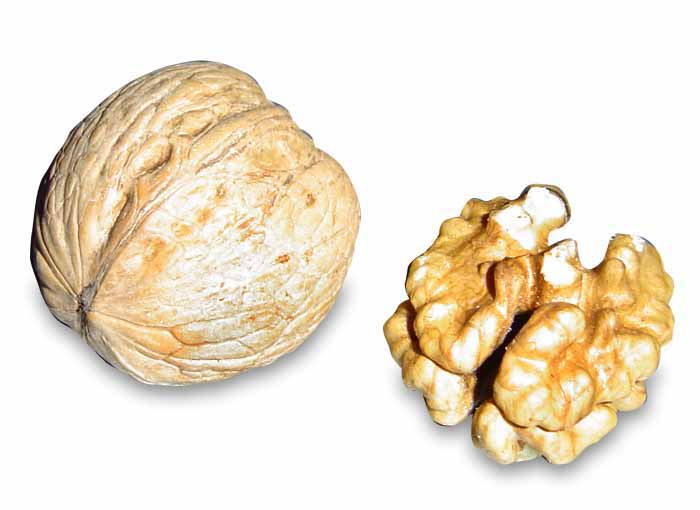
A noz, fruto da nogueira-comum (Juglans regia L), e o seu endocarpo.

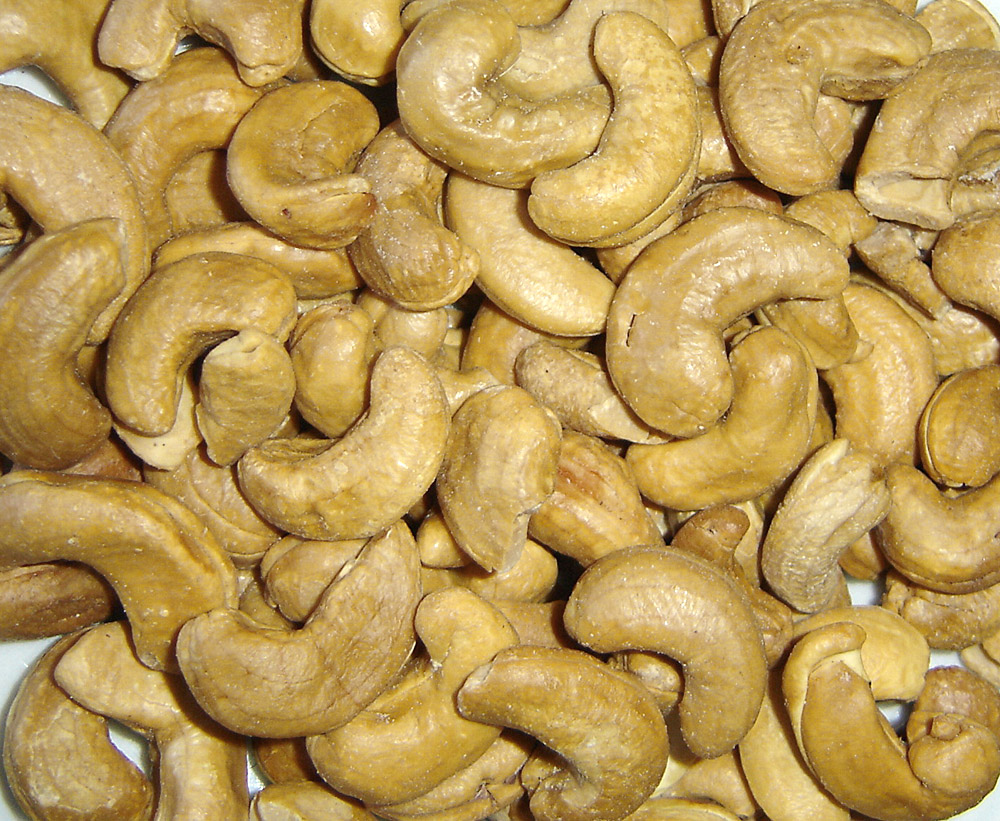
Castanha de caju (Anacardium occidentale).

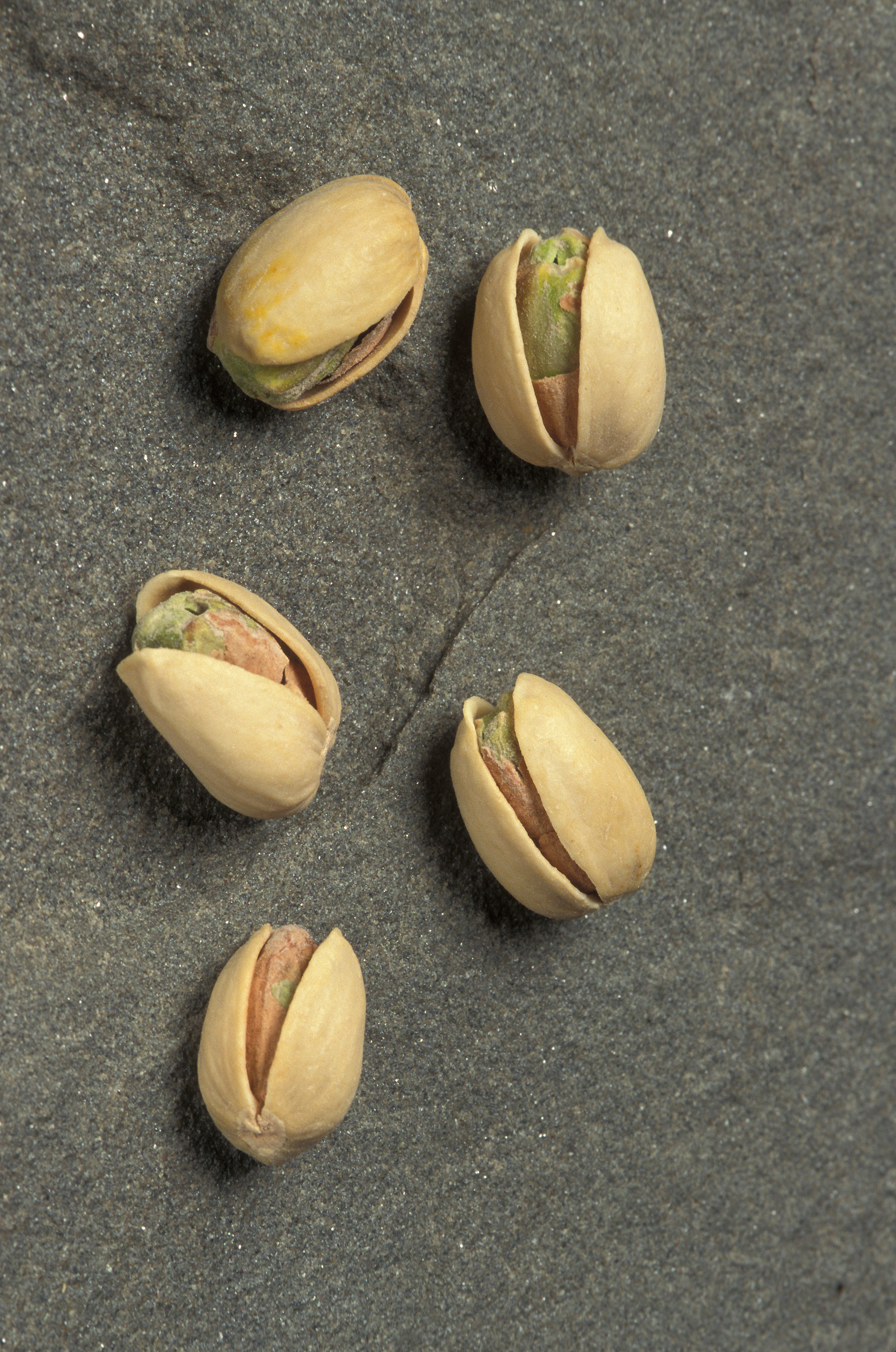
Pistache (Pistacia vera).

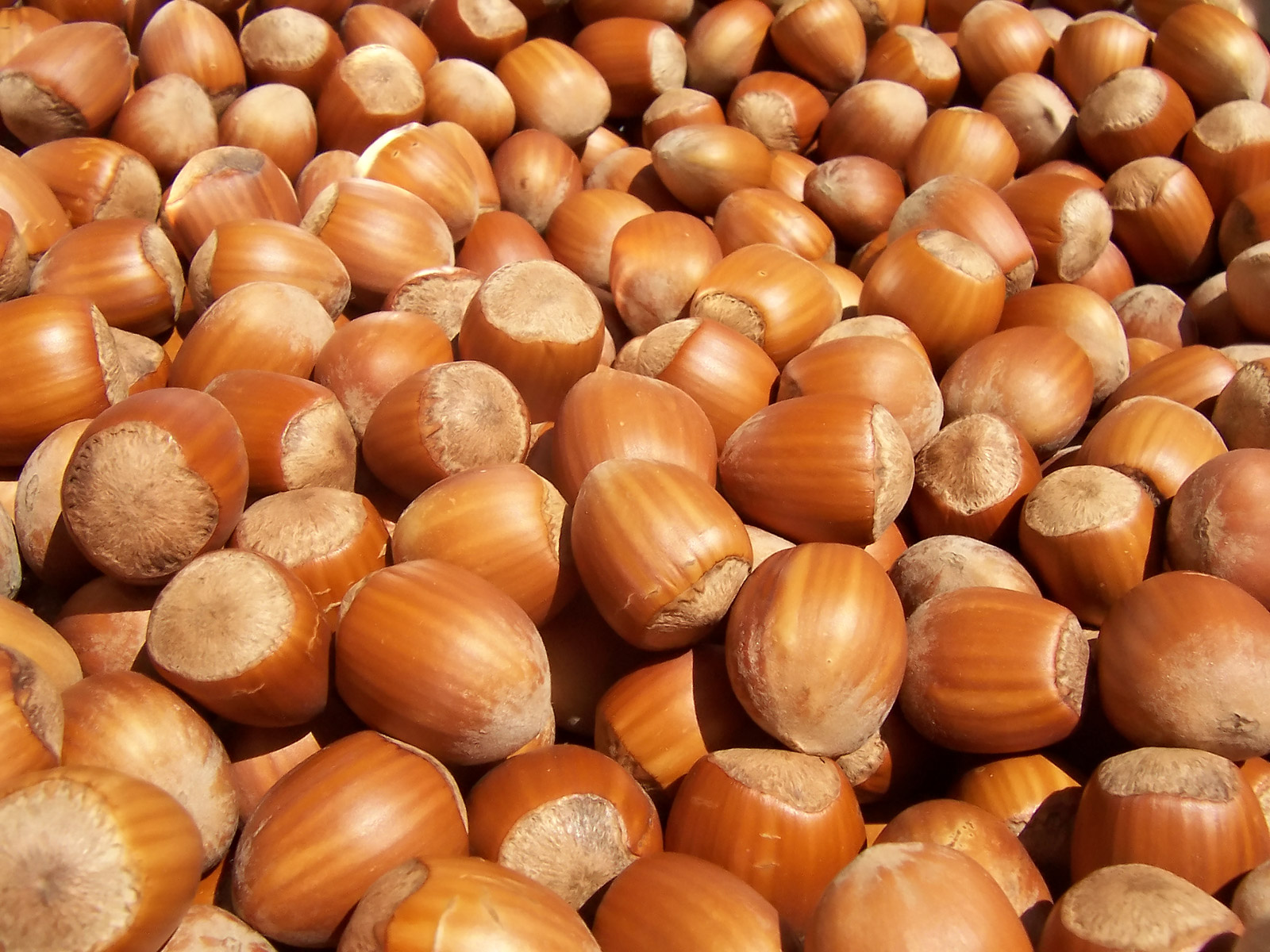
Avelã (Corylus avellana).

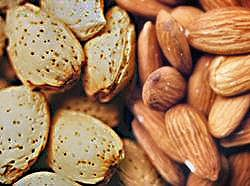
Amêndoa (Prunus dulcis).

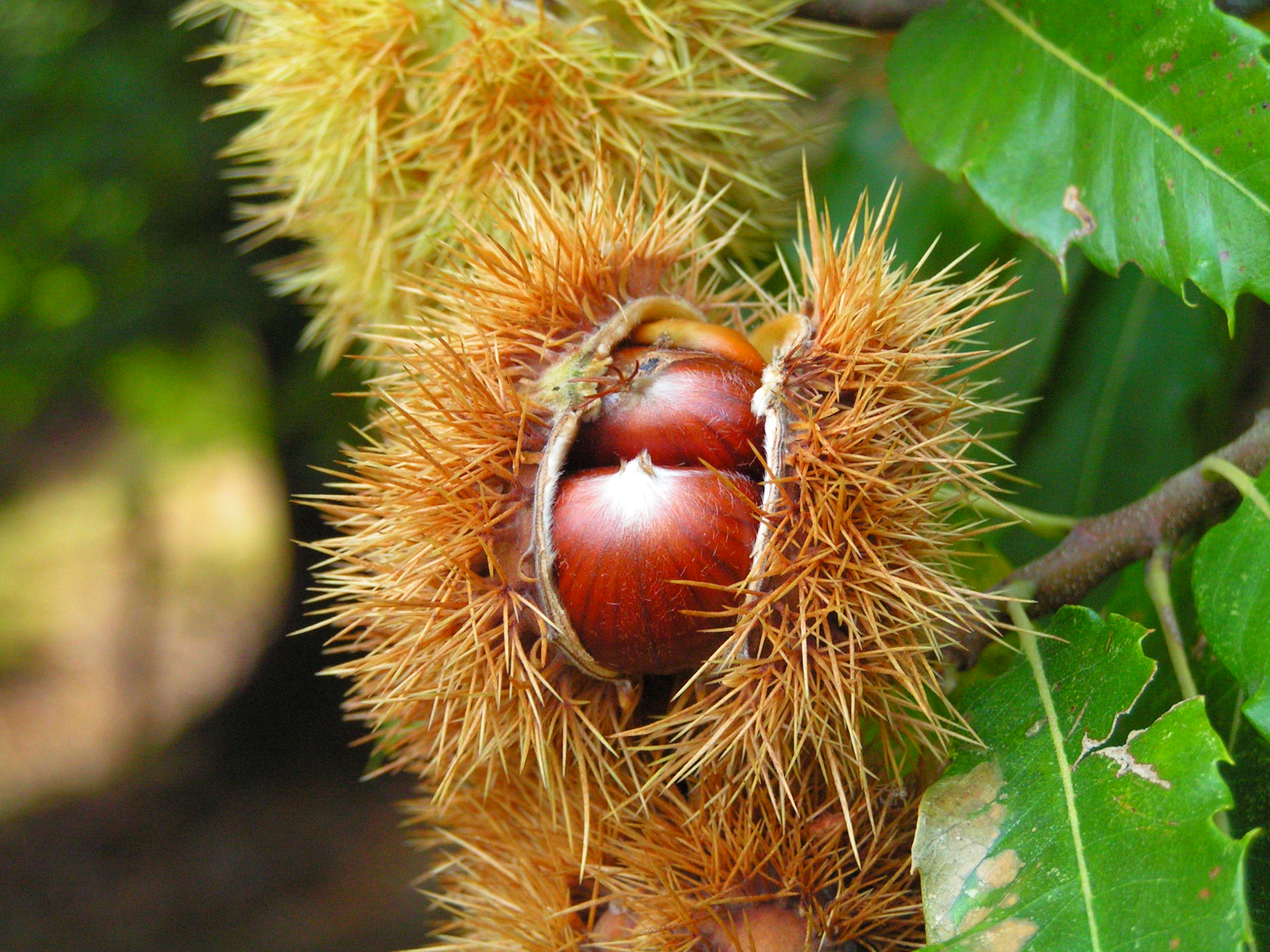
Castanheira-portuguesa (Castanea sativa).

Uma noz, em botânica, é um fruto seco com apenas uma semente (raramente duas) no qual a parede do ovário ou parte dela torna-se muito dura na maturidade. A maioria dos nozes vem dos pistilos com ovários inferiores (veja flor) e não abrem na maturidade.
Exemplos de nozes verdadeiras são os frutos dos carvalhos (bolotas), das avelaneiras, das faias, das castanheiras, das nogueiras e a castanha-de-caju.

## Culinária
Na culinária, em comparação à botânica, noz é uma categoria muito menos restritiva; o termo é normalmente mal aplicado a muitas sementes que não são nozes verdadeiras. Qualquer semente grande, oleaginosa, com casca dura e usada como alimento pode ser considerada como uma noz. Porque as nozes têm geralmente um índice elevado do óleo, são um alimento e uma fonte de energia altamente apreciada . Um grande número sementes são comestíveis por seres humanos e são usadas na arte culinária, comidas cruas, germinadas ou torradas, como um aperitivo ou em doçaria, ou ainda espremidas para lhe extrair o óleo que é usado na culinária e em cosméticos.
A maioria dos tipos de bolotas são amargas demais para se comer (a menos que sejam lixiviadas), por causa dos taninos. Apesar dessa desvantagem, a bolota é um alimento importante em várias regiões.

## Alimento
Uma espécie relacionada, a Aesculus californica, era ingerido anteriormente pelos índios americanos da Califórnia nas épocas de escassez.
Nozes são uma fonte nutritiva e significativa para a vida selvagem. Isto é particularmente verdade em locais de clima temperado onde animais como gaios e esquilos armazenam bolotas e outras nozes durante o outono para se preparem para a falta de comida durante o inverno até a chegada da primavera.

## Reprodução
Nozes de clima temperado são provenientes de árvores da ordem Fagales,  geralmente polinizadas pelo vento:
- a bolota (a semente do carvalho);
- o fruto da faia;
- a avelã;
- a noz pecã;[4]
- a noz da nogueira.[5]

## Nozes falsas
Eis alguns exemplos de "nozes" que não são realmente nozes em sentido estrito (ou técnico):
- as amêndoas, em que a parte comestível é a semente de uma drupa (fruto carnoso, com apenas uma semente);
- a avelã chilena (Gevuina);
- as castanhas-do-pará são sementes de uma cápsula;
- o coco é um drupa;
- a castanha-da-índia (não é comestível, é uma cápsula);
- o amendoim é a semente de uma leguminosa;[6]
- a noz macadâmia de origem australiana;
- o pinhão é a semente de várias espécies de pinheiro (coníferas).

A castanha-da-índia (Aesculus hippocastanum) é usada em um velho jogo de crianças, no qual uma noz é enfiada em um cabo forte e então cada criança tenta quebrar a do seu oponente batendo-lhe com a sua.

## Valor nutricional
As nozes, apesar do sabor agradável, por muito tempo foram consideradas inconvenientes para alimentação humana por serem ricas em gordura. Entretanto, algumas dessas oleaginosas trazem um grande benefício para a saúde pois ajudam a controlar o colesterol ruim e por consequência ajudam a proteger o coração.

### Teor de gordura e valor calórico
| fruto                       | Teor de gordura g / 100 g | Valor calórico kJ / 100 g | Valor calórico in kcal / 100 g |
| --------------------------- | ------------------------- | ------------------------- | ------------------------------ |
| Castanha de caju            | 42,2                      | 2377                      | 572                            |
| Amendoim (não torrado)      | 48,1                      | 2337                      | 564                            |
| Amendoim (sem sal, torrado) | 49,4                      | 2423                      | 585                            |
| Avelã (sem tegumento)       | 61,6                      | 2662                      | 644                            |
| Coco                        | 36,5                      | 1498                      | 363                            |
| Macadamia                   | 73,0                      | 2896                      | 703                            |
| Amêndoa (sem tegumento)     | 54,1                      | 2411                      | 583                            |
| Castanha do Pará            | 66,8                      | 2764                      | 670                            |
| Noz-pecã                    | 72,0                      | 2897                      | 703                            |
| Pistache (sem tegumento)    | 51,6                      | 2406                      | 581                            |
| Noz (sem tegumento)         | 62,5                      | 2738                      | 663                            |

### Composição química
Cada 100 gramas de noz contêm:
- Calorias: 572 kcal [9][14]
- Tamanho: 1,2 cm
- Vitamina A: 2 g
- Vitamina B1 (Tiamina): 0 µg
- Vitamina B2 : 0,9 µg
- Fósforo: 380 mg
- Cálcio: 90 mg
- Sódio: 2 mg
- Magnésio: 3,4 mg